# Turalići (Republika Serbska)
Turalići (cyr. Туралићи) – wieś w Bośni i Hercegowinie, w Republice Serbskiej, w gminie Vlasenica. W 2013 roku liczyła 16 mieszkańców.